# Bensingtonia ingoldii
Bensingtonia ingoldii är en svampart som beskrevs av Nakase & Itoh 1989. Bensingtonia ingoldii ingår i släktet Bensingtonia och familjen Agaricostilbaceae.   Inga underarter finns listade i Catalogue of Life.